# 장격수
장격수(1983년 3월 24일 ~ )는 대한민국의 배우이다.

## 출연작

### 영화
- 《반도》 (2020년) - 선장 역
- 《극한직업》 (2019년) - 부산분점 조직원 2 역
- 《미션: 톱스타를 훔쳐라》 (2015년) - 효규 역
- 《주유소 습격사건 2》 (2010년) - 망치파 4 역
- 《똥파리》 (2009년) - 성심용역 직원 4 역

### 드라마
- 《나인 퍼즐》 (2025년, Disney+) - 현호근 역
- 《무브 투 헤븐: 나는 유품정리사입니다》 (2021년, 넷플릭스) - 김용우 측 변호사 역
- 《날아라 개천용》 (2020년, SBS) - 배승근 역
- 《미씽: 그들이 있었다》 (2020년, OCN) - 복형사 역
- 《번외수사》 (2020년, OCN) - 함덕수 역
- 《슬기로운 의사생활》 (2020년, tvN) - 지아 아빠 역
- 《드라마 스테이지 - 남편한테 김희선이 생겼어요》 (2020년, tvN)
- 《드라마 스테이지 - 삼촌은 오드리헵번》 (2019년, tvN)
- 《멜로가 체질 》 (2019년, JTBC) - 촬영감독 양혜준 역
- 《으라차차 와이키키 2》 (2019년, JTBC)
- 《왜그래 풍상씨》 (2019년, KBS2) - 조폭 역
- 《내사랑 치유기》 (2018년, MBC)
- 《커피야 부탁해》 (2018년, 채널A) - 구피디 역
- 《KBS 드라마 스페셜 - 나쁜 가족들》 (2017년, KBS2)
- 《시카고 타자기》 (2017년, tvN) - 사채업자 역
- 《사임당, 빛의 일기》 (2017년, SBS) - 남자 역
- 《월계수 양복점 신사들》 (2016년, KBS2)
- 《옥중화》 (2016년, MBC)
- 《38사기동대》 (2016년, OCN) - 마진철 역
- 《피리부는 사나이》 (2016년, tvN) - 형사 역
- 《돌아와요 아저씨》 (2016년, SBS) - 기탁동생 역
- 《아름다운 나의 신부》 (2015년, OCN) - 장갑부하 역
- 《신의 선물 - 14일》 (2014년, SBS)

### 연극
- 《보도지침》
- 《시련》
- 《정의의 사람들》
- 《돌아온다》
- 《아트》
- 《꽃은 사절 합니다》
- 《밑바닥에서》
- 《택시 드리벌》
- 《황소 지붕위로 올리기》
- 《보고싶습니다》
- 《라스트게임》
- 《그럼 우린 뭐야》
- 《동지 섣달 꽃 본 듯이》

### 뮤지컬
- 《이선동 클린센터》
- 《빨래》
- 《비지트》
- 《스칼렛》